# Time (együttes)
A Time egy horvát rockzenekar, mely 1971-ben alakult Zágrábban, alapító tagja Dado Topić. Első lemezüket a mai napig délszláv progresszív rockzene egyik legjobbjának tartják. A zenekar az évek során több felállásváltáson ment keresztül, végül 1977-ben feloszlottak.

## Tagjai
- Dado Topić (vokál)
- Tihomir Pop Asanović (orgona)
- Vedran Božić (gitár)
- Mario Mavrin (basszus)
- Ratko Divjak (dob)
- Brane Lambert Živković (zongora és furulya).

## Diszkográfia

### Nagylemezek
- Time (1972)
- Time II (1975)
- Život u čizmama s visokom petom (1976)

### Kislemezek
- Reci, ciganko, što mi na dlanu piše / Makedonija (1973)
- Kad smo ja i moj miš bili bokseri / Dok ja i moj miš sviramo jazz (1976)
- Tin i Tina / Dok sjedim ovako u tvojoj blizini (1976)

## Külső hivatkozások
- A Time együttes honlapja